# Stuthenen
Stuthenen war ein Ort im Kreis Heiligenbeil in Ostpreußen. Seine Ortsstelle befindet sich heute im Munizipalkreis Rajon Bagrationowsk (Stadtkreis Preußisch Eylau) in der Oblast Kaliningrad (Gebiet Königsberg (Preußen)) der Russischen Föderation.

## Geographische Lage
Die Ortsstelle Stuthenen liegt im südlichen Westen der Oblast Kaliningrad, acht Kilometer nordöstlich der früheren Kreisstadt Heiligenbeil (russisch Mamonowo) bzw. 42 Kilometer nordwestlich der heutigen Rajonshauptstadt Bagrationowsk (deutsch Heiligenbeil).

## Geschichte

### Ortsgeschichte
Im Jahre 1308 wurde der Gutsort Stancheynen mit großem Park und Allee erstmals urkundlich erwähnt. Um 1308 wurde der Ort Stantheynen, auch Stanten genannt, nach 1404 Stanteyn, um 1424 Standteyn, nach 1424 Stutteinen, nach 1680 Stuttehnen, nach 1820 Stutehnen und um 1900 Stuthenen.
Am 11. Juni 1874 wurde Stuthenen Amtsdorf und damit namensgebend für einen Amtsbezirk im ostpreußischen Kreis Heiligenbeil, der bis 1929 bestand. Der Gutsbezirk Stuthenen zählte im Jahre 1910 169 Einwohner.
Am 30. September 1928 ging Stuthenen seiner Eigenständigkeit verlustig, als es nach Partheinen (russisch Moskowskoje), das zum Amtsbezirk Balga (russisch Wesjoloje) gehörte, eingemeindet wurde. Es folgte am 13. September 1929 die Umbenennung des Amtsbezirks Stuthenen in „Amtsbezirk Wolittnick“ (russisch Primorskoje).
In Kriegsfolge kam 1945 das nördliche Ostpreußen zur Sowjetunion, somit auch Stuthenen. Eine russische Namensgebung oder auch die Zuordnung zu einem Dorfsowjet ist nicht bekannt. Der Ort wurde wahrscheinlich nicht mehr endgültig besiedelt, jedenfalls galt er schon in den 1950er Jahren als verlassen – und gilt heute offiziell als untergegangen. Die Ortsstelle liegt im Rajon Bagrationowsk (Stadtkreis Preußisch Eylau) der russischen Oblast Kaliningrad (Gebiet Königsberg (Preußen)).

### Amtsbezirk Stuthenen (1874–1929)
Zum Amtsbezirk Stuthenen gehörten anfangs fünf Orte, am Ende waren es noch drei:
| Deutscher Name | Russischer Name | Anmerkungen                                                                                           |
| -------------- | --------------- | --- |
| Bolbitten      | NN.             | |
| Rensegut       | Lossewo         | 1928 teilweise nach Groß Hoppenbruch, teilw. nach Partheinen, beide im Amtsbezirk Balga, umgegliedert |
| Romansgut      | NN.             | 1928 nach Wangnicken umgegliedert                                                                     |
| Stuthenen      | NN.             | 1928 nach Partheinen umgegliedert                                                                     |
| Wangnicken     | NN.             | 1929 in den Amtsbezirk Keimkallen umgegliedert                                                        |
| ab 1929:       |                 | |
| Partheinen     | Moskowskoje     | bis 1929 dem Amtsbezirk Balga zugehörig                                                               |
| Wolittnick     | Primorskoje     | bis 1929 dem Amtsbezirk Balga zugehörig                                                               |

Im Jahre 1929 wurde der Amtsbezirk Stuthenen in „Amtsbezirk Wolittnick“ umbenannt, dem dann noch Bolbitten, Partheinen und Wolittnick zugehörten.

## Religion
Bis 1945 war Stuthenen in das Kirchspiel der evangelischen Kirche Bladiau (russisch Pjatidoroschnoje) in der Kirchenprovinz Ostpreußen der Kirche der Altpreußischen Union, außerdem in die römisch-katholische Pfarrei Heiligenbeil (Mamonowo) im damaligen Bistum Ermland eingegliedert.

## Verkehr
Die kaum noch erkennbare Ortsstelle Stuthenens liegt an einer Nebenstraße, die von Pjatidoroschnoje (Bladiau) nach Moskowskoje (Partheinen) führt.
Das nahegelegene Groß Hoppenbruch war vor 1945 die nächste Bahnstation. Sie lag an der Bahnstrecke der Preußischen Ostbahn von Berlin nach Königsberg und darüber hinaus. Die Bahnstation heißt heute „Snamenka-Nowaja“ und bedient nur noch den kleinen Streckenteilabschnitt Mamonowo–Kaliningrad (deutsch Heiligenbeil–Königsberg).

## Persönlichkeiten
- Carl Wilhelm von Massenbach (1714–1761), preußischer Leutnant, Capitain und Landrat
- Friedrich Fabian von Massenbach (1723–1790), preußischer Leutnant, Rittmeister, Landrat und Landesdirektor